# Bibiana Navas
Bibiana Marcela Navas Molano (Honda; 1 de diciembre de 1973) es una actriz y productora de televisión colombiana. Conocida por sus papeles en Pedro el escamoso y La Tormenta. Desde 1990 se ha desempeñado en el cine, el teatro y la televisión de ese país.

## Biografía

### Primeros años
Bibiana Navas nació el 1 de diciembre de 1973 en el municipio de Honda, en el departamento de Tolima. 
En su infancia se trasladó a la ciudad de Bogotá para terminar su bachillerato e iniciar estudios en artes dramáticos y teatro.

### Carrera
En 1990 obtuvo su primer papel protagónico en televisión en la serie Super Lupe, interpretando a una empleada de servicio llamada Guadalupe Biancha. Su actuación en el seriado la llevó a integrar el elenco de Padres e hijos en 1995 en el papel de Patricia Urticuechea. 
Tres años más tarde interpretó a Karina en Corazón prohibido y en 1999 conformó el reparto de la serie El fiscal.
En 2000 interpretó a Cielo en la telenovela de Cenpro Televisión Amor Discos. 
Ese mismo año actuó junto a Fabio Rubiano y Victoria Góngora y Ana María Kamper en la película Terminal, dirigida por Jorge Echeverry. 
Un año después interpretó a Lidia en la popular telenovela Pedro el escamoso.
Después de aparecer en otras producciones colombianas como Las noches de Luciana y Así es la vida, Navas actuó en algunas producciones extranjeras como Hacienda Heights, American Style y Crank.
En 2013 se unió al elenco de la serie Chica vampiro interpretando a Lynette De La Torre. 
En 2017 interpretó a Elsa Benítez en la miniserie Milagros de Navidad en el episodio "Abriendo muros", acompañada del cubano Jorge Luis Pila y de la mexicana Vanessa Villela.

## Vida personal
Bibiana Navas tiene dos hijos como son Sebastián García Navas y Francisca Estévez que esta última es actriz.

## Filmografía

### Televisión
- 2023-2024 - Paraíso blanco[7][8]
- 2021 - La nieta elegida[9]
- 2020-2023 - De brutas nada[10][11]
- 2019 - Decisiones: Unos ganan, otros pierden
- 2017 - Milagros de Navidad
- 2016 - Powerhouse
- 2016 - Las Vega's
- 2015 - Blast Beat
- 2013 - Chica vampiro
- 2012 - Pablo Escobar, el patrón del mal
- 2011 - Los Americans
- 2010 - El encantador
- 2009 - Crank: Alto voltaje
- 2008 - Hacienda Heights
- 2008 - American Style
- 2007 - Decisiones
- 2007 - El secuestrado
- 2005 - La Tormenta
- 2004 - Las noches de Luciana
- 2001 - Pedro el escamoso
- 2000 - Brujeres
- 2000 - Terminal
- 2000 - Amor Discos
- 1999 - El fiscal
- 1998 - Corazón prohibido
- 1995 - Padres e hijos
- 1994 - Café con aroma de mujer
- 1994 - Paloma
- 1990 - Super Lupe